# 科馬拉帕 (查拉特南戈省)
科馬拉帕（西班牙語：Comalapa），是薩爾瓦多的城鎮，位於該國西北部，由查拉特南戈省負責管轄，面積28.22平方公里，海拔高度629米，2007年人口2,996，人口密度每平方公里106.17人。
14°8′N 88°57′W / 14.133°N 88.950°W